# Abdul Alhazred

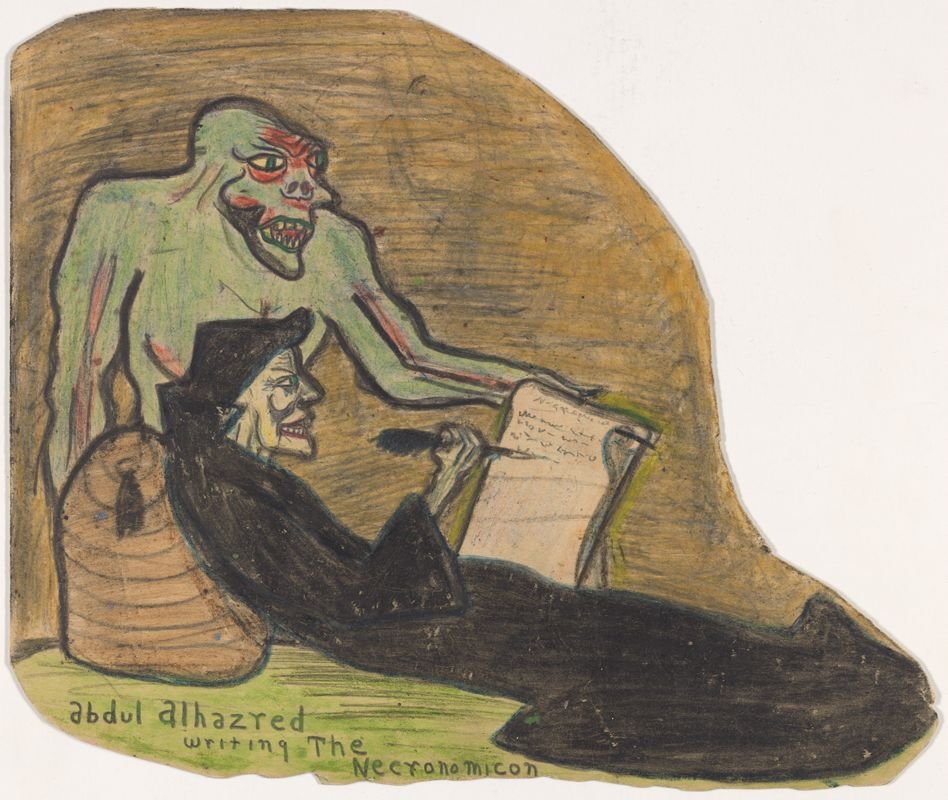
"Abdul Alhazred redactând Necronomicon" desen de Robert Bloch, probabil din 1933. Desenat pe spatele unui pliant promoțional.

Abdul Alhazred, un personaj fictiv din operele lui H.P. Lovecraft, este scriitorul temutului Necronomicon, carte ce conține mituri și legende, povestiri, despre terifiantele creaturi și zeități pomenite în operele lui H.P. Lovecraft.
Nu se știe când Abdul Alhazred s-a născut, dar se cunoaște că acesta a înnebunit la o vârstă tânără, mama acestuia având o viziune ce i-a adus moartea atunci când l-a născut pe Abdul Alhazred. Se știe că acesta a plecat în exil de la o vârstă tânără, iar în timpul exilului său, ce a durat toată viața, acesta a scris câteva opere blestemate printre care și Necronomicon-ul. Se spune că acesta a trăit până la 111 ani, 111 fiind un număr considerat blestemat.